# Частные уроки (фильм, 1981)
«Частные уроки» — американская кинокомедия 1981 года режиссёра Алана Майерсона с Сильвией Кристель, Говардом Хессмэном, Эриком Брауном и Эдом Бегли-младшим в главных ролях.
В России в 1990-е фильм распространялся на нелегальных видео в переводе Юрия Толбина (Николаева) и Андрея Гаврилова.

## Описание сюжета
Филип Филмор — пятнадцатилетний наивный, сексуально озабоченный подросток, который настойчиво ухаживает за Николь Мэллоу, новой 30-летней француженкой-экономкой и присматривающей за ним няней в период, когда отец Филипа уезжает из города в летнее «деловое» путешествие. Но недобросовестный шофёр мистера Филмора, Лестер Льюис, использует Николь, чтобы навредить шефу, поручая ей соблазнить юношу. Цель этого состоит в том, чтобы скомпрометировать отца Филипа и шантажируя, завладеть деньгами его трастового фонда.